# Guatemala címere

Guatemala címere

Guatemala címerének középső részén az úgynevezett kvézál madár, a hagyományos guatemalai szabadságjelkép látható természetes színeivel. A madár egy fehér pergamenen áll, amelyre a függetlenség dátumát (1821. szeptember 15.) írták fel arany betűkkel. A pergamen mögött két puska keresztezi egymást, míg alatta két kardot helyeztek el. Az egész jelképet zöld babérkoszorú övezi két oldalról.